# Mijares (rivier)

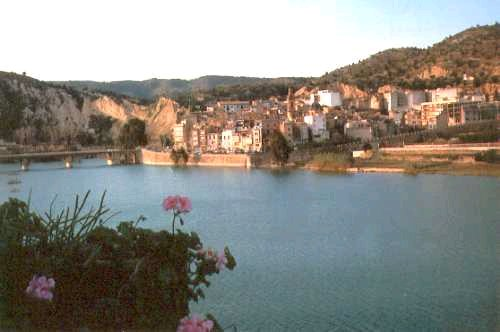
Sitjar stuwmeer en dam op de Mijares, achteraan de dorpskern van Ribesalbes

De Mijares (Catalaans: Millars; Aragonees: Millars; Spaans: Río Mijares) is een rivier in Spanje met een lengte van 156 km.
De rivier ontspringt in El Castellar in de provincie Teruel van de autonome gemeenschap Aragón, en stroomt vervolgens door de provincie Castellón van de autonome gemeenschap Valencia. De Mijares mondt tussen Almassora en Burriana uit in de Golf van Valencia van de Middellandse Zee.
De vallei van de Mijares wordt beschouwd als de zuidelijke grens van het Catalaans Kustgebergte.
Deze rivier ontspringt op een hoogte van 1.600 m in het gebergte Sierra de Gúdar, onderdeel van het Iberisch Randgebergte. De Mijares vormt een 4.028 km² groot valleibekken en heeft een gemiddeld debiet van 14,72 m³ per seconde bij Cirat. Deze rivier is de belangrijkste bron van irrigatiewater voor de landbouw in de comarca Plana Baixa.